# Nguyễn Phúc Ngọc Tú
Nguyễn Phúc Ngọc Tú (chữ Hán: 阮福玉琇; 1759 – 1823), phong hiệu Long Thành Công chúa (隆城公主), là một công nữ và là một trưởng công chúa nhà Nguyễn trong lịch sử Việt Nam.

## Tiểu sử
Công nữ Ngọc Tú sinh năm Kỷ Mão (1759), là con gái trưởng của Khang vương Nguyễn Phúc Luân (sau được vua Gia Long truy tôn làm Hưng Tổ Khang Hoàng đế), mẹ là Hiếu Khang Hoàng hậu Nguyễn Thị Hoàn. Bà là chị ruột vua Gia Long.
Khi biến loạn năm Giáp Ngọ (1774) xảy ra, công nữ Ngọc Tú theo mẹ ẩn náu ở làng An Dụ (Quảng Trị). Mùa xuân năm Kỷ Hợi (1779), cả hai mẹ con cùng vào Gia Định, công nữ Tú được gả cho Cai cơ Lê Phúc Điển. Năm Quý Mão (1783), quân Tây Sơn tấn công quân của Nguyễn Ánh ở đảo Điệp Thạch. Cai cơ Điển phải đổi áo của mình cho Nguyễn Ánh và ra đứng đầu chiến thuyền nhằm giải vây cho Ánh. Quân Tây Sơn tranh nhau bắt Điển, Điển chửi giặc cho đến khi bị giết chết.
Chồng mất, công chúa Ngọc Tú giữ tiết, nguyện không tái hôn nữa. Bà từng bảo rằng: "Điển làm bề tôi biết chịu chết vì tiết nghĩa, ta là người vợ há đổi tiết sao, khi nào lấy lại được kinh thành cũ ta lập tức xuất gia để thờ Phật mà thôi". Nguyễn Ánh khen tặng cho chí tiết liệt của chị mình. Những năm đầu của Gia Long, vua cho dựng phủ đệ tại xã Dương Xuân để bà ở. Bà thường xin cắt tóc quy y nhưng vua lại không bằng lòng cho.
Khi bà bệnh nặng, Minh Mạng thường đến thăm, bà khóc mà nói rằng: "Cắt tóc thờ Phật, đấy là ý muốn lúc bình sinh của vị vong nhân này, có chí muốn mà chưa làm được, xin bệ hạ làm cho trọn vẹn ý muốn ấy, sau khi chết rồi, chớ có để tóc, liệm bằng áo cà sa, thế là hồn ở dưới chín suối, xong được ý muốn ấy rồi". Vua lấy làm cảm động.
Công chúa Ngọc Tú mất vào tháng 11 (âm lịch) năm Quý Mùi (1823). Sau khi công chúa mất, vua đem lời nói của bà nói lại với em mình là Kiến An công Nguyễn Phúc Đài. Kiến An công tâu: "Thân thể tóc da là của cha mẹ để cho, lúc mới sinh ra trọn vẹn, lúc chết vẫn giữ được trọn vẹn là lễ đấy. Nhà vua trị thiên hạ nên chuộng đạo chính, truất bỏ dị đoan, lời Công chúa xin không thể theo được". Vua cho là phải, cho hai người em là Kiến An công Đài và Diên Khánh công Tấn cùng bàn với bộ Lễ chuẩn bị việc tang cho Công chúa.
Ngày phát tang, vua cho nghỉ chầu 5 ngày, sai quan đến phủ công chúa tế một đàn, truy tặng cho bà làm Long Thành Thái trưởng công chúa (隆城太长公主), ban tên thụy là Trinh Tĩnh (貞靜). Ngày an táng, vua Minh Mạng lại nghỉ coi chầu một ngày, mặc áo trắng tiễn đưa.
Ngày trước, vua Gia Long có dụ rằng: "Trưởng công chúa thờ mẹ có hiếu, kính giữ đạo làm con trong lúc gian nan để tiếng thơm như ngọc uyển ngọc diễm, đặc biệt chuẩn cho dựng sinh phần ở bên lăng Thụy Thánh" (nơi yên nghỉ của Thái hậu Nguyễn Thị Hoàn)". Bà Ngọc Tú được táng cạnh lăng Thụy Thánh theo chỉ dụ của tiên đế, lăng của bà còn được gọi là Lăng Hoàng Cô. Công chúa Ngọc Tú được phụ thờ ở Tẩm điện của lăng Thụy Thánh, bài vị đặt ở hướng tây.
Công chúa Ngọc Tú không có con nên vua cho Thường Tín công là Nguyễn Phúc Cự (hoàng tử thứ 11 của vua Gia Long) trông coi việc thờ phụng.